# Petar Nenadić
Petar Nenadić; cyr. Петар Ненадић (ur. 28 czerwca 1986 w Belgradzie), serbski piłkarz ręczny, reprezentant kraju grający na pozycji lewego rozgrywającego. Wicemistrz Europy 2012. Do końca sezonu 2013/14 występował w PGNiG Superlidze, w drużynie Orlen Wisła Płock.

## Życie prywatne
Jego ojcem jest Velibor Nenadić, były reprezentant Jugosławii w piłce ręcznej. Jego młodszy brat Draško, jest szczypiornistą reprezentacji Serbii i SG Flensburg-Handewitt. Jego żoną jest Jelena Nikolić, serbska siatkarka; 27 stycznia 2013 urodził się im syn o imieniu Aleksa.

## Sukcesy

### reprezentacyjne
Mistrzostwa Europy:
- -  2012

### klubowe
Mistrzostwa Serbii i Czarnogóry:
- -  2006

Mistrzostwa Serbii:
- -  2007

Mistrzostwa Hiszpanii:
- -  2008

Mistrzostwa Węgier:
- -  2009, 2010

Mistrzostwa Danii:
- -  2012

Mistrzostwa Polski:
- -  2013